# راني روسيوس
راني روسيوس (من مواليد 25 أبريل 2000) هي عداءة بلجيكية. في عمر 21 عامًا من عمرها، عادلت روسيوس ثاني أفضل وقت بلجيكي على الإطلاق في سباق 100 متر، بوقت 11.39 ثانية. ركضت أوليفيا بورلي نفس الوقت في عام 2007، بينما فقط كيم جيفارت ركضت أسرع من ذلك، ولا تزال تحمل الرقم القياسي البلجيكي عند 11.04 ثانية.